# Vlag van Oudega (De Friese Meren)

Vlag van Oudega

De vlag van Oudega is de dorpsvlag van het Nederlandse dorp Oudega, in de Friese gemeente De Friese Meren. De vlag werd in 1992 geregistreerd.

## Beschrijving
De beschrijving van de vlag is als volgt:
In blauw een alle zijden van de vlag rakende gele ruit, belegd met een rode burcht met schilddak en twee vensters en een poort, verlichte en geopende van het veld. De burcht met een afmeting (H x B) van 7/10 vlaghoogte x 7/15 vlaghoogte. De ruit vergezeld aan de broekzijde boven en onder van een gele turf, met een afmeting van 2/15 vlaghoogte x 1/6 vlaglengte en geplaatst op 1/12 vlaghoogte van resp. de bovenkant, de broekzijde en de onderkant van de vlag.
De kleuren zijn afkomstig van het dorpswapen.

## Symboliek

Blauw veld met gele ruit: ontleend aan het wapen van het voormalige waterschap De Grote Noordwolderpolder. Oudega ligt middenin het gebied van dit waterschap. De kleur blauw duidt op de grote hoeveelheid water in de omgeving van het dorp. Het goud staat voor de zandgrond waar het dorp op gelegen is.
- Rode burcht: verwijst naar de stins van Igo Galama te Oudega.[2]
- Drie turven: duidt op de ligging van het dorp in een voormalig veengebied.[2]